# ミンチメル・シャイミーエフ
ミンチメル・シャリーポヴィッチ・シャイミーエフ（Минтиме́р Шари́пович Шайми́ев, Mintimer Sharipovich Shaimiev, タタール語: Mintimer Şärip ulı Şäymiev, 1937年1月20日 - ）は、ロシア連邦タタールスタン共和国の政治家。同共和国の初代大統領を務め、老練な政治手腕の持ち主と評された。

## 経歴
1937年1月20日、ロシア・ソビエト連邦社会主義共和国のタタール自治ソビエト社会主義共和国アニャコヴォ村のコルホーズ議長の家庭に生まれる。1959年、カザン農業大学を卒業する。1962年、「セリホズテフニキ」地区支部に送られ、1966年、最初の国家勲章であるレーニン勲章を授与された。
1967年、ソ連共産党タタール州委員会農業課の教官、副主任として働く。1969年、タタール共和国土地改良・水利事業大臣、1983年タタール閣僚会議第一副議長（第一副首相）、ソ連共産党タタール州委員会書記を経て、1985年、タタール閣僚会議議長（首相）となる。1989年にはソ連人民代議員に選出され、ソ連共産党タタール州委員会第一書記となり、1990年にソ連共産党中央委員となった。
1990年8月30日、タタールスタン共和国最高会議議長として主権宣言し、1991年6月12日には共和国大統領に選出され、同年8月のソ連8月クーデターの際は国家非常事態委員会を支持した。ソビエト連邦の崩壊後の1992年にタタールスタンを主権国家と定義する新憲法の制定に関する国民投票を行った際は約62％が賛成票に投じられた。しかし、この国民投票と憲法はロシアの裁判所によって違憲とされ、シャイミーエフはタタールスタンの分離独立を志向する急進的な民族主義を抑制しつつエリツィン大統領率いるロシア連邦政府と丁々発止の交渉を繰り広げることで妥協を引き出し、1994年2月15日には他のロシア連邦構成主体に先駆けて中央政府との間に権限分割条約を調印することができた。タタールスタンにはロシアのイスラム教徒の約48%が集中していたこともシャイミーエフを無視できない事情があったともされる。
1996年の共和国大統領選挙では、シャイミーエフに対して対立候補者は立たず、シャイミーエフは、有効票中97%の得票率を得て当選した。1999年下院国家会議選挙では、エフゲニー・プリマコフ元首相、ユーリ・ルシコフ・モスクワ市長と政治ブロック「祖国・全ロシア」を結成し、エリツィンに挑戦したが、プーチン旋風で与党「統一」が勝利するや、「祖国・全ロシア」と「統一」を統合して新たな与党「統一ロシア」を結成し、ルシコフやセルゲイ・ショイグとともに党最高会議共同議長（党首）に就任した。
2000年にウラジーミル・プーチンが大統領に就任し、プーチンは中央集権化政策を実行するが、老練なシャイミーエフは、プーチンと正面衝突することを避け、タタールスタンが持つ特権の現状維持を図った。ロシア連邦憲法及びタタールスタン共和国憲法では、地方の大統領・知事などの三選は禁止されていたが、プーチンは、タタールスタンに特例を認め、2001年3月のタタールスタン大統領選挙で三選した。シャイミーエフの下でタタールスタンは総合経済指標でモスクワに次ぐ2位のロシア連邦主体となった。また、カザン地下鉄の建設や世界遺産として強引に推し進めたカザン・クレムリンの再建なども成功し、シャイミーエフは絶大な支持を得て、2005年3月に四選することができた。
2010年、ドミートリー・メドヴェージェフの大統領就任に伴い、次世代の指導者に地位を譲るとしてルスタム・ミンニハノフをメドヴェージェフに推薦してタタールスタン大統領の職を辞し、国家顧問に就任した。

## パーソナル
ロシア連邦技術科学アカデミー会員、全世界騎士団連盟国際議会幹部会名誉議員、国際情報化アカデミー名誉会員、モスクワ国立国際関係大学名誉教授。
労働赤旗勲章、十月革命勲章、人民友好勲章、二等「祖国に対する貢献に対する」勲章、「ロシア国家オリンピック」賞「名誉と献身に対する」勲章を受章。
2005年、モスクワ総主教アレクシイ2世は、シャイミーエフにラドネジの聖セルギイ勲章を授与した。また、長年のイスラムの活動に対して、2007年にキング・ファイサル国際賞イスラーム奉仕部門も受賞している。
1998年、ケンブリッジ国際伝記センターは、シャイミーエフを「今年の人」に選んだ。2001年、ユネスコは、文化・歴史財産の保護への大きな貢献に対して、アヴィツェンナ銀メダルを授与した。2005年、国際慈善財団「世紀のパトロン」からルビー十字章、並びにロシア連邦とユネスコ間の協力への貢献に対して「ロシア－ユネスコ」記念メダルを受賞した。